# Martin-pêcheur à tête rousse
Ispidina lecontei
Espèce
Statut de conservation UICN

 LC  : Préoccupation mineure
Synonymes
- Ceyx lecontei

Le Martin-pêcheur à tête rousse (Ispidina lecontei) est une espèce d'oiseaux de la famille des Alcedinidae.

## Habitat
Le martin-pêcheur à tête rousse vit en Afrique équatoriale. Il habite les taillis forestiers.
Au Gabon, sa présence est attestée dans le Complexe d’aires protégées de Gamba, à Rabi-Toucan et dans le Parc national de Moukalaba-Doudou.

## Répartition

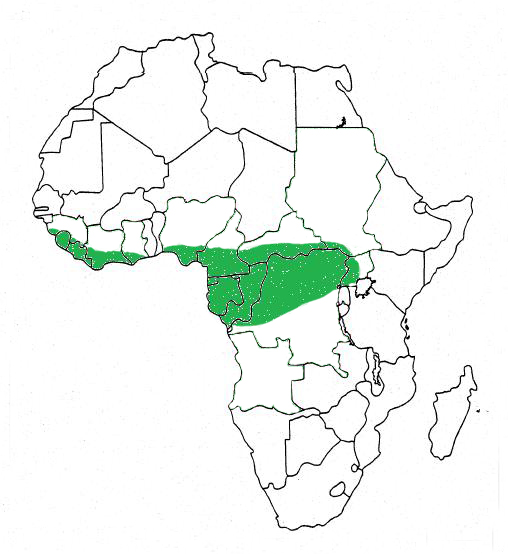
Aire de répartition.

## Description
Le martin-pêcheur à tête rousse est le plus petit martin-pêcheur, avec une masse de neuf grammes et une longueur de dix centimètres. Il a le dessus bleu métallique foncé, le dessous orangé, la gorge blanche et la tête rousse avec un bandeau frontal noir.

## Alimentation
Le martin-pêcheur à tête rousse est insectivore, il se nourrit, notamment, de fourmis magnans.

## Dans les collections
Un spécimen juvénile de martin-pêcheur à tête rousse (MHNPn 419) est conservé dans la collection ornithologique du Muséum d'histoire naturelle de Perpignan.